# Eros kai kímata
Eros kai kímata (en grec Έρως και κύματα), literalment Amor i onades, és una pel·lícula grega del 1928 dirigida per Dimítrios Gaziadis. La pel·lícula suposà un gran èxit comercial a l'època, amb més de 40.000 entrades venudes només a Atenes, tot i que fou mal rebuda per la crítica.

## Sinopsi
En Petros Doukas (Nikos Dendramis) és un home seductor d'Atenes que es troba de vacances en una illa de l'Egeu. S'enamora de la Rina (Miranda Myrat). Ella està promesa amb un pobre pescador. Quan sap que en Petros Doukas li va al darrere, ell la deixa. L'escàndol s'estén per tota l'illa. Tanmateix, la Rina no havia fet res malament, i vol reprendre el seu enamorament amb en Petros.